# 439
439 (CDXXXIX) var ett normalår som började en söndag i den julianska kalendern.

## Händelser

### Oktober
- 19 oktober – Kartago faller i vandalernas händer och deras kung Geiserik utser staden till centrum för sitt rike.

### Okänt datum
- Kejsar Valentinianus III:s hustru Licinia Eudoxia får titeln Augusta när deras dotter Eudocia föds.
- Mar Sabaklostret grundas nära Betlehem i Palestina.
- Norra Kina enas under norra Weidynastin, varvid de norra dynastiernas era inleds.
- Konstantinopels första sjömurar byggs.

## Födda
- Eudocia, västromersk prinsessa.

## Avlidna
- 9 juni – Spjutkastande Ugglan, kejsare av Teotihuacan i Amerika.